# بالاسور
بالاسور (به انگلیسی: Balasore) یک شهر و پایگاه فضایی در هند است که در شهرستان بالاسور واقع شده‌است. بالاسور ۸۸ کیلومتر مربع مساحت و ۱۴۴٬۳۷۳ نفر جمعیت دارد و ۱۶ متر بالاتر از سطح دریا واقع شده‌است.